# Mary Leona Gage
Mary Leona Gage (Longview, 8 aprile 1939 – Sherman Oaks, 5 ottobre 2010) è stata una modella statunitense, incoronata Miss Universo nel 1957.

## Biografia
Vincitrice del concorso Miss Maryland 1957, a cui aveva partecipato nella speranza di intraprendere la carriera di modella, Mary Leona Gage omise alla produzione il fatto di essere sposata dall'età di quattordici anni con l'aviatore Edward Thacker. La coppia aveva già avuto anche due figli, al momento in cui la diciottenne Gage partecipò al concorso.
Nel luglio 1957, Gage rappresentò il Maryland a Miss USA, ottenendo anche la vittoria del prestigioso concorso. Tuttavia erano iniziate ad affiorare varie voci sul suo conto ed i giornalisti ne chiesero immediatamente conto alla neoeletta Miss USA, che al momento negò. Tuttavia il giorno dopo Mary Leona Gage confessò la verità che venne confermata anche da sua madre e sua suocera. La Gage aveva anche mentito sulla sua età, prima di ammettere di avere diciotto anni e non ventuno.
La sua vittoria fu annullata e la corona di Miss USA fu consegnata alla seconda classificata del concorso, Charlotte Sheffield dello Utah. Per la Sheffield però non fu possibile prendere il posto della Gage a Miss Universo, perché al momento in cui la verità venne fuori Mary Leona Gage aveva già preso parte alle fasi preliminari del concorso classificandosi fra le prime quindici semifinaliste. L'argentina Mónica Lamas, classificatasi sedicesima, prese il posto della Gage al concorso che alla fine fu vinto da Gladys Zender.
Poco tempo dopo il concorso Mary Leona Gage divorziò da Gene Ennis, il suo secondo marito, ed insieme ai due figli si trasferì a Las Vegas. Ebbe diversi mariti a partire dal ballerino Nick Covacevich allo sceneggiatore Gunther Peter Collatz. Per un breve periodo frequentò anche Frank Sinatra ed ebbe una breve carriera di attrice, comparendo significativamente nel film del 1962 I racconti del terrore di Roger Corman.
È morta nel 2010 per broncopneumopatia cronica ostruttiva.